# Autostrada A30 (Niemcy)
Autostrada federalna A30 (niem. Bundesautobahn 30 (BAB 30) także Autobahn 30 (A30)) – autostrada w Niemczech przebiegająca z zachodu na wschód, począwszy od holenderskiej granicy, gdzie łączy się z holenderską autostradą A1. A30 jest częścią połączenia drogowego na trasie Berlin – Amsterdam. Jest także połączeniem z Hanoweru do Osnabrück, Münster i Holandii.
Autostrada na całej długości jest częścią trasy europejskiej E30.

## Przebieg trasy
W swoim biegu na wschód A30 łączy się z A31, mija miasto Rheine i przed Osnabrück krzyżuje się z autostradami A1 i A33, skąd istnieją połączenia na północ w kierunku Bremy (A1) i na południe w kierunku Münster (A1) oraz na Bielefeld (A33). Około 50 km dalej na wschód A30 kończy się w miejscowości Bad Oeynhausen, gdzie przechodzi w krajową B61, która biegnie przez centrum tego uzdrowiska. Za miastem jest jeszcze 1 kilometr autostrady, prowadzącej do autostrady A2. Tam A30 się kończy i przechodzi w B514.
Zamknięcie istniejącej w Bad Oeynhausen „luki” planuje się już od dziesięcioleci, jednak z powodu sporu o przebieg północnej obwodnicy średnicowej, obiegającej miasto od północy, do dziś tego nie zrobiono. Bad Oeynhausen jest jedynym miastem uzdrowiskowym, przez centrum którego prowadzi cały ruch silnie uczęszczanej autostrady.
12 stycznia 2007 roku władze miasta okręgowego Detmold wydały ostateczne decyzje w sprawie przyjęcia planu budowy dla ostatniego odcinka A30. Na zaplanowanej tutaj prawie 10-kilometrowej długości trasie będą dwa nowe węzły, 28 mostów i jeden tunel a całość ma zostać oddana do ruchu w 2010 roku. Inicjatywa społeczna, która sprzeciwiała się budowie wniosła nawet skargę wraz z podaniem o udzielenie ochrony prawnej sprzeciwu do sądu krajowego i dopiero po zmianie ustawy w grudniu 2006 roku sąd ostatniej instancji uznał zgodność projektu autostradowego z ustawą i projektem sieci autostrad. Początek prac budowlanych nastąpił we wrześniu 2008 roku, po tym, gdy sąd krajowy oddalił skargę inicjatywy społecznej. Autostrada ma być gotowa w pierwszej połowie 2014.

## Historia

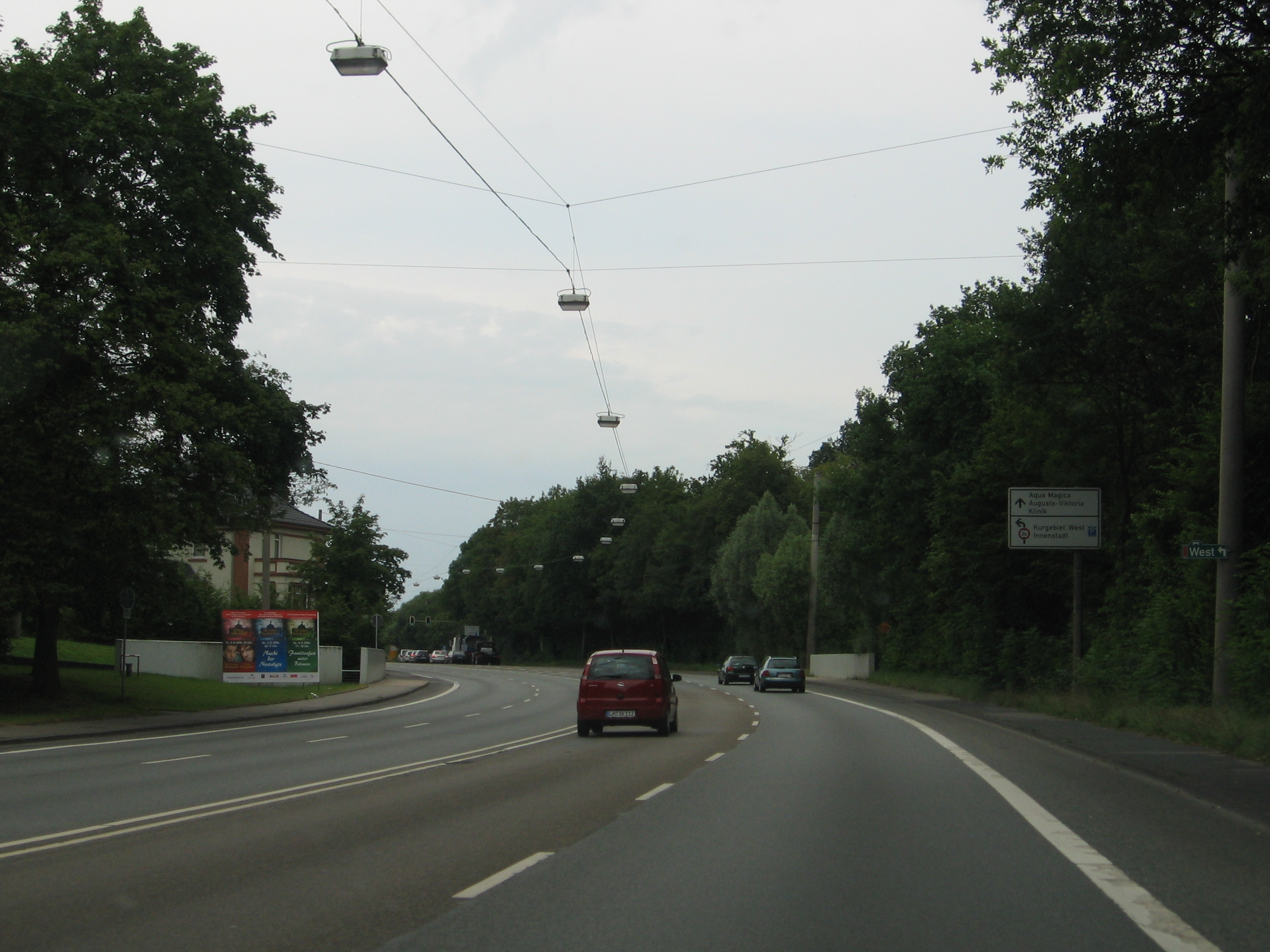
B61 w Bad Oeynhausen łączy obydwie części autostrady

Pierwsze planowania przywodzą z pamięci rok 1933, kiedy to razem z Holandią planowano budowę autostrady międzynarodowej, biegnącej przez Oldenzaal, Bad Bentheim, Schüttorf i Rheine. Plany sieci dla autostrady Rzeszy zawierały w latach 1938–1940 odcinek biegnący na północ od Rheine, a na południe od Osnabrück i łączący się na obszarze Herford/Bielefeld z dzisiejszą A2.
Wcześniejsze planowania zakładały poprowadzenie A30 wzdłuż drogi B65 do Hanoweru, z ewentualnym przedłużeniem do Brunszwiku (Braunschweig). Plany te jednak zarzucono. Zarówno obwodnica średnicowa miasta Stadthagen i południowa obwodnica Minden, leżąca na trasie drogi B65, jak i części planowanego węzła w Laatzen, które służy obecnie jako plac na okolicznościowe uroczystości wskazują wyraźnie na swoje wcześniejsze planowanie. Na obszarze omawianego placu, podczas budowy trasy szybkiej kolei (Hanower-Würzburg) dla Deutsche Bahn, wybudowano nawet most kolejowy nad mającą przechodzić tu autostradą. Jest on jednak wykorzystywany jako połączenie między placem a drogą dla pieszych i rowerów.
W przypadku wybudowania A30 dalej przez Minden i Stadthagen z przedłużeniem do Hanoweru, dzisiejszy odcinek A30 wokół Bad Oeynhausen otrzyma oznaczenie A339.